# Чильян
Чилья́н (исп. Chillán) — город в Чили. Административный центр одноимённой коммуны и области Ньюбле. Население — 146 701 человек (2002). Город и коммуна входит в состав провинции Дигильин.
Территория коммуны — 511,2 км². Численность населения — 172 225 жителей (2007). Плотность населения — 336,9 чел./км².
Город основан в 1580 году.

## Расположение
Город расположен в 88 км восточнее административного центра области Био-Био — города Консепсьон.
Коммуна граничит:
- на севере — с коммунами Сан-Николас, Сан-Карлос
- на востоке — с коммуной Койуэко
- на юго-востоке — с коммуной Пинто
- на юге — с коммунами Сан-Игнасио, Бульнес, Чильян-Вьехо
- на юго-западе — с коммуной Кильон
- на западе — с коммуной Ранкиль
- на северо-западе — с коммуной Портесуэло

## Демография
Согласно сведениям, собранным в ходе переписи Национальным институтом статистики, население коммуны составляет 172 225 человек, из которых 82 386 мужчин и 89 839 женщин.
Население коммуны составляет 8,69 % от общей численности населения области Био-Био. 8,31 % относится к сельскому населению и 91,69 % — городское население.

### Важнейшие населённые пункты коммуны
- Чильян (город) — 146 701 житель
- Кинчамали (посёлок) — 1314 жителей

## Культура
В городе находится кампус (студенческий городок) университета Консепсьона — одного из самых престижных в стране.

## Города-партнеры
- Мюрццушлаг — Австрия